# 29. únor
29. únor je 60. den roku podle gregoriánského kalendáře. Do konce roku zbývá 306 dní. Svátek má Horymír. Tento den se vyskytuje pouze v přestupném roce.

## Události

### Česko
- 1784 – Při velké povodni v 6 ráno příval ledových ker podtrhl osmý pilíř Karlova mostu a k němu přistavěná vojenská strážnice zmizela ve vodě. Z Karlova mostu spadla do Vltavy i část sousoší sv. Václava a postava Anděla.
- 1920 – Byla schválena Ústavní listina Československé republiky.
- 1936 – Při srážce auta a dvou tramvají na Fochově třídě u Národního muzea v Praze zahynul lékař Josef Rejsek a dalších 32 lidí se zranilo.

### Svět
- 0888 – Odo Pařížský korunován západofranským králem v St. Corneille v Compiegne arcibiskupem Walterem ze Sens.
- 1720 – Švédská královna Ulrika Eleonora abdikovala ve prospěch svého manžela Fridricha I. Hesensko-Kasselského.
- 1768 – Založení Barské konfederace polskou šlechtou.

## Narození

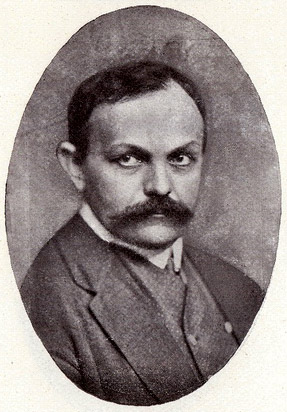
J. S. Machar (* 1864)

### Česko
- 1834 – Hynek Florýk, politik, zakladatel moravského chmelařství († 27. července 1921)
- 1852 – Josef Anýž, politik a novinář († 27. června 1912)
- 1864
  - Vilém Doubrava, hudební skladatel, pedagog a překladatel († 2. listopadu 1935)
  - Josef Svatopluk Machar, spisovatel a politik († 17. března 1942)
- 1904 – Jiřina Popelová, filozofka a komenioložka († 14. června 1985)
- 1908 – Antonín Štuka, básník a odbojář († 7. října 1942)
- 1932 – Vratislav Slezák, germanista, polonista a literární překladatel († 16. března 2020)
- 1936 – Jiří Černý, romanista
- 1960 – Markéta Hejkalová, spisovatelka
- 1976 – František Korbel, právník a politik
- 1980 – Martin Janecký, sklářský umělec
- 1984 – Kateřina Hejlová, spisovatelka a překladatelka

### Svět

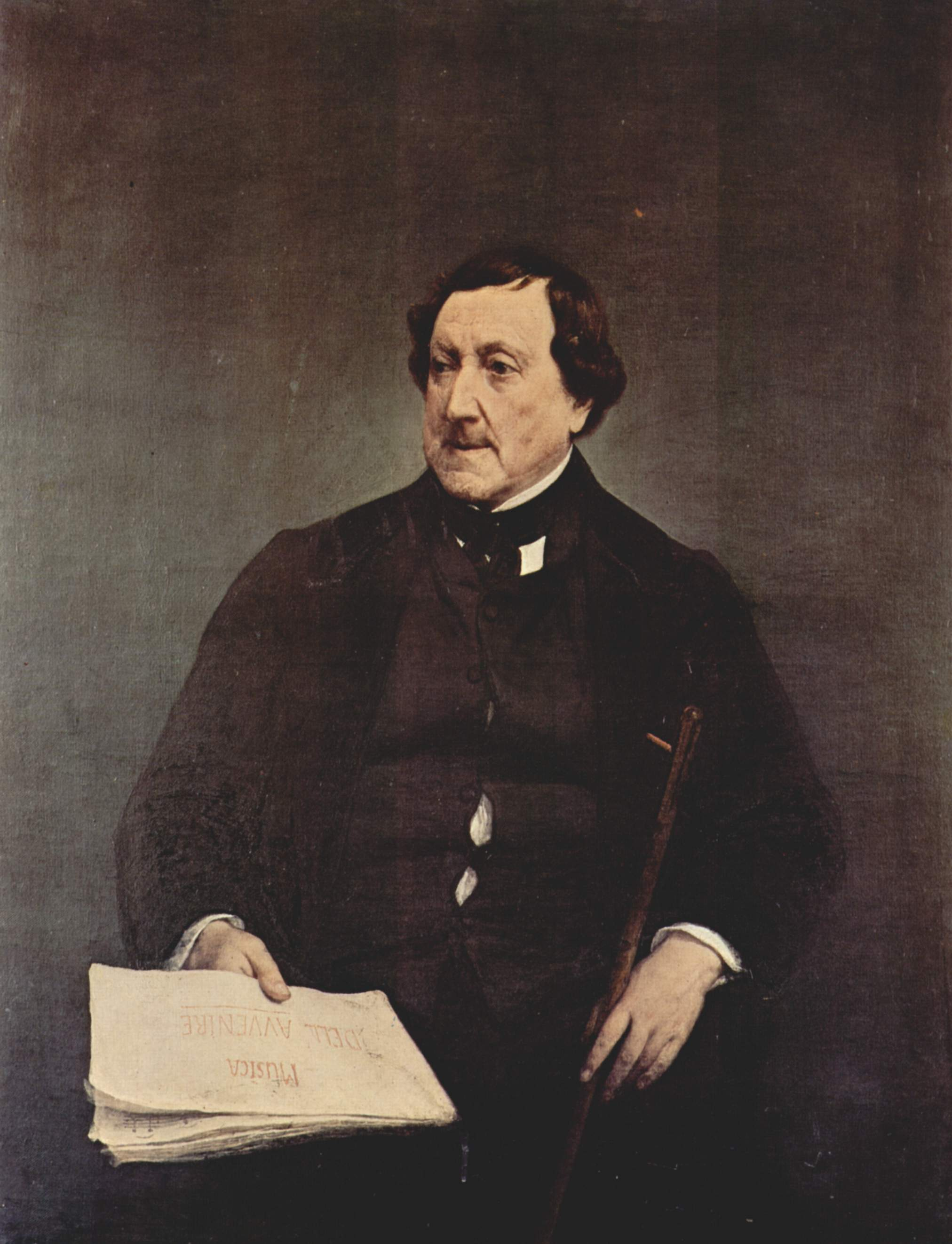
Gioacchino Rossini (* 1792)

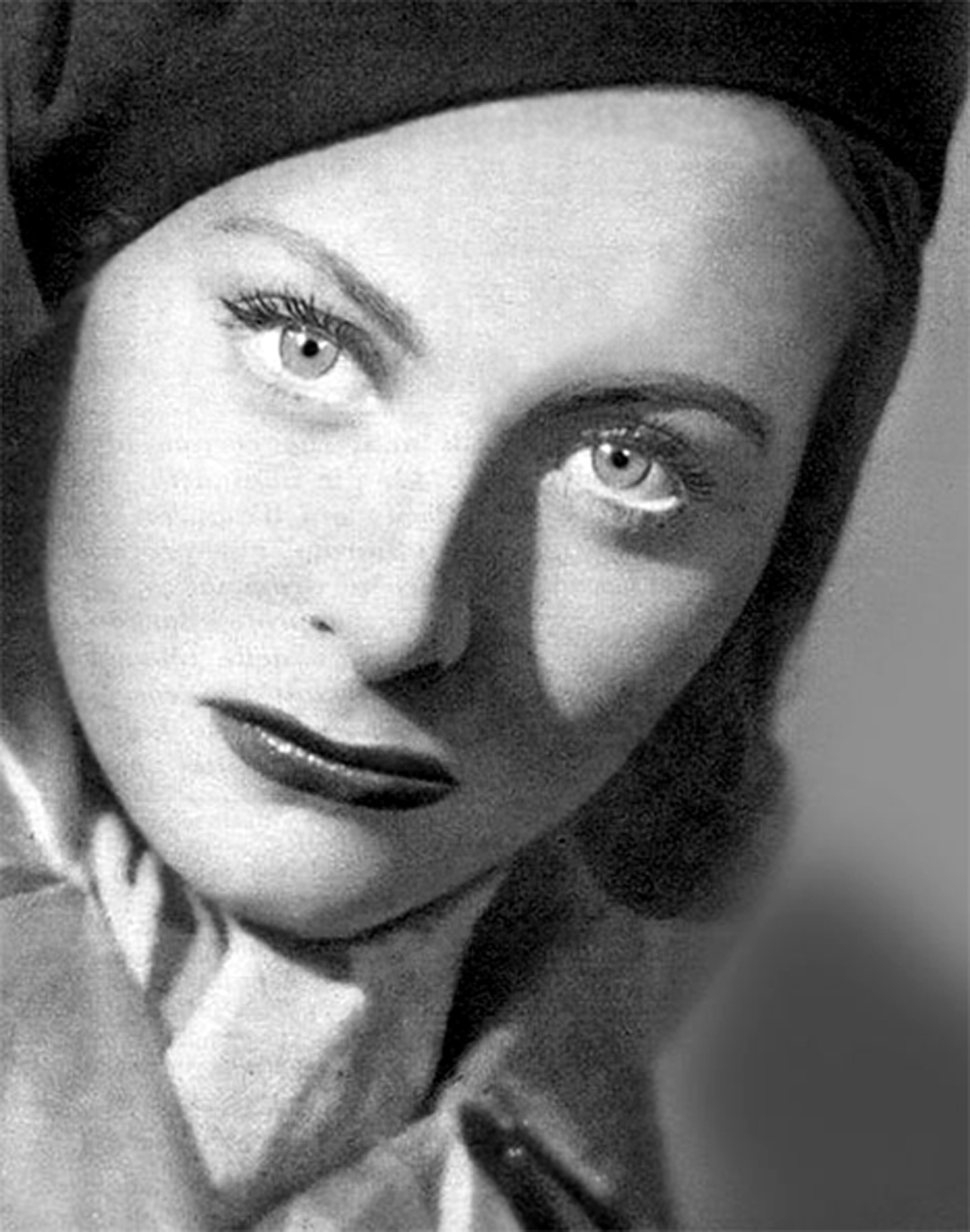
Michèle Morganová (1920–2016)

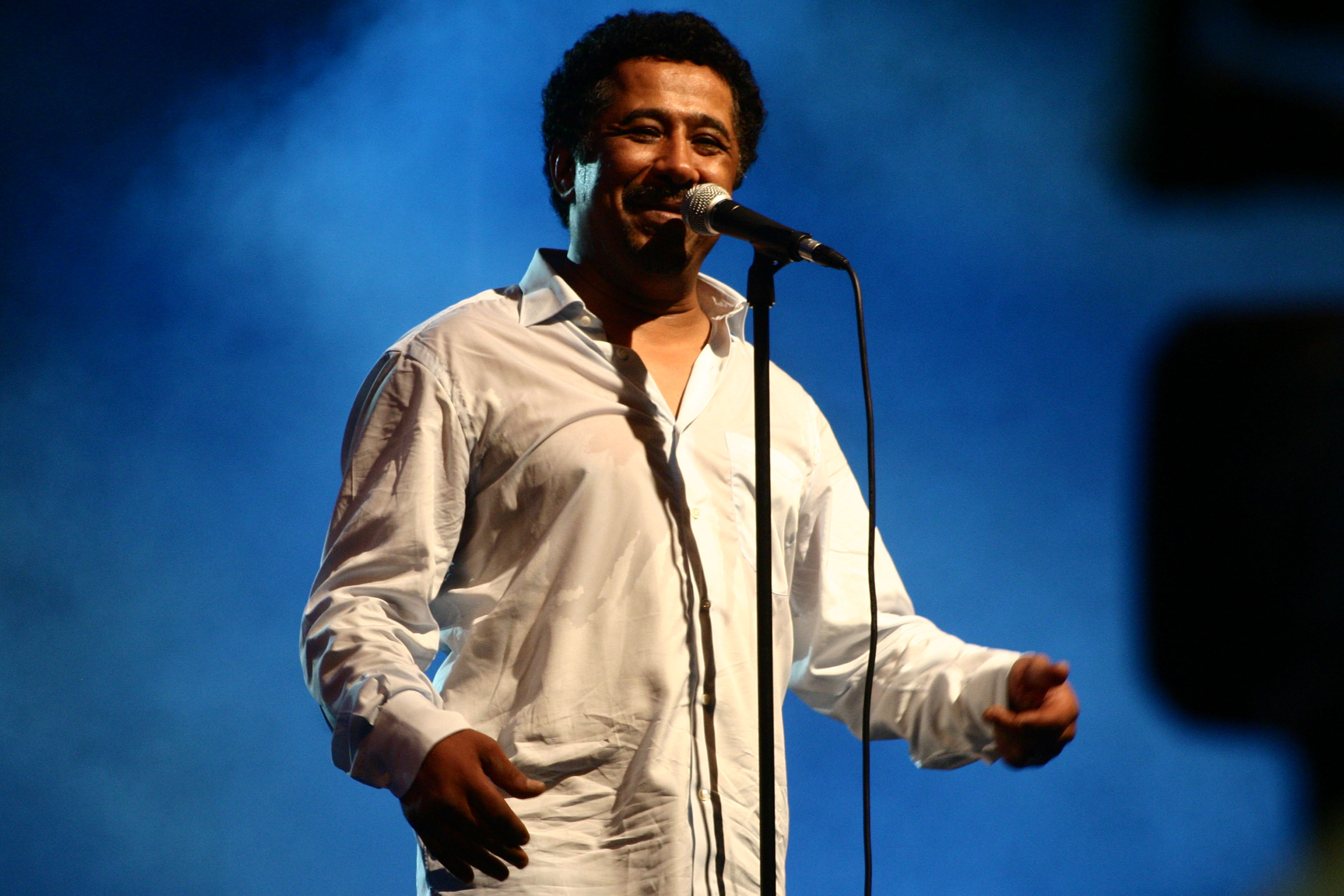
Cheb Khaled (* 1960)

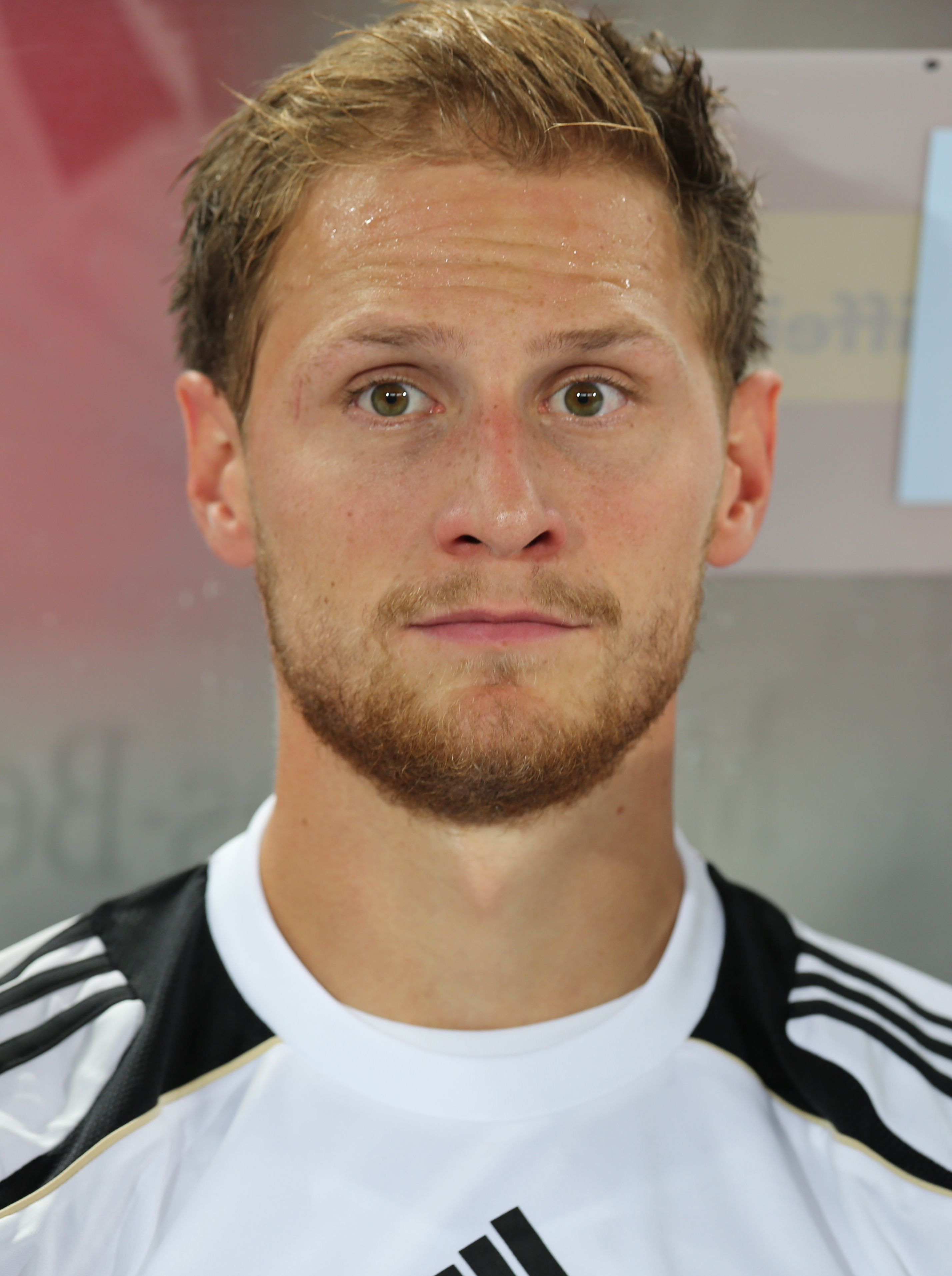
Benedikt Höwedes (* 1988)

- 1468 – Pavel III., papež († 10. listopadu 1549)
- 1528 – Albrecht V. Bavorský, bavorský vévoda († 24. října 1579)
- 1572 – Edward Cecil vikomt z Wimbledonu, anglický vojevůdce a vrchní velitel anglického loďstva († 16. listopadu 1638)
- 1784 – Leo von Klenze, německý neoklasicistní architekt, malíř a spisovatel († 27. ledna 1864)
- 1792
  - Karl Ernst von Baer, estonský lékař, zoolog, embryolog († 28. září 1876)
  - Gioacchino Rossini, italský hudební skladatel († 13. listopadu 1868)
- 1804 – Hércules Florence, francouzský malíř a vynálezce († 27. března 1879)
- 1820
  - Lewis Swift, americký astronom († 5. ledna 1913)
  - Adam Gifford, skotský soudce a politik († 20. ledna 1887)
- 1824
  - Stjepan Mitrov Ljubiša, rakouský spisovatel a politik srbské národnosti († 11. listopadu 1878)
  - Onofrio Abbate, italský lékař, přírodovědec a spisovatel († 11. října 1915)
- 1860 – Herman Hollerith, americký statistik a vynálezce († 17. listopadu 1929)
- 1864 – Adolf Wölfli, švýcarský umělec († 6. listopadu 1930)
- 1888
  - Domenico Tardini, italský kardinál († 30. července 1961)
  - Gyula Kertész, židovsko-maďarský fotbalista a trenér († 1. května 1982)
- 1892 – bl. Vilmos Apor, biskup a mučedník († 2. dubna 1945)
- 1896 – Mórárdží Désaí, indický politik († 10. dubna 1995)
- 1904 – Jimmy Dorsey, americký klarinetista, saxofonista a skladatel († 12. června 1957)
- 1908
  - Balthus, polsko-francouzský malíř († 18. února 2001)
  - Robert Pearce, americký zápasník († 15. března 1996)
  - Dee Brown, americký historik a spisovatel († 12. prosince 2002)
- 1920
  - Fjodor Alexandrovič Abramov, ruský spisovatel a literární vědec († 14. května 1983)
  - Henry Duméry, francouzský filozof († 6. února 2012)
  - Michèle Morganová, francouzská herečka († 20. prosince 2016)
- 1924
  - Agustín Hernández Navarro, mexický architekt († 10. listopadu 2022)
  - Andrzej Maria Deskur, polský kardinál († 3. září 2011)
  - Vladimir Krjučkov, sovětský právník, diplomat a předseda KGB († 23. listopadu 2007)
- 1928
  - Joss Ackland, britský herec († 19. listopadu 2023)
  - Seymour Papert, americký matematik a informatik († 31. července 2016)
  - Tempest Storm, americká striptérka († 21. dubna 2021)
- 1932 – Reri Grist, americká sopranistka
- 1936
  - Jack Lousma, americký astronaut
  - Henri Richard, kanadský lední hokejista († 6. března 2020)
  - Alex Rocco, americký herec († 18. července 2015)
- 1940 – Bartoloměj I., konstantinopolský arcibiskup a pravoslavný patriarcha
- 1948 – Martin Suter, švýcarský spisovatel
- 1952
  - Raúl González Rodríguez, mexický olympijský vítěz na 50 km chůze
  - Tim Powers, americký spisovatel sci-fi a fantasy
  - Raisa Smetaninová, ruská běžkyně na lyžích, olympijská medailistka
  - Oswaldo Payá Sardiñas, kubánský disident († 22. července 2012)
- 1956
  - Kari Eloranta, finský hokejový obránce
  - Aileen Wuornosová, americká sériová vražedkyně († 9. října 2002)
- 1960
  - Khaled, alžírský písničkář, zpěvák a multiinstrumentalista
  - Richard Ramirez, americký sériový vrah († 7. června 2013)
- 1964
  - Dave Brailsford, britský cyklistický trenér
  - Henrik Sundström, švédský tenista
  - Larisa Pelešenková, ruská atletka (vrh koulí)
- 1972
  - Saul Williams, americký rapper, básník a herec
  - Pedro Sánchez, španělský politik a ekonom
- 1976
  - Ja Rule, americký rapper a herec
  - Katalin Kovácsová, maďarská rychlostní kanoistka
- 1980 – Simon Gagné, kanadský lední hokejista
- 1984 – Cam Ward, kanadský lední hokejový brankář
- 1988
  - Benedikt Höwedes, německý fotbalista
  - Hannah Millsová, britská jachtařka
  - Blaine Scully, americký ragbista
- 1992 – Jessica Longová, americká handicapovaná plavkyně
- 2000 – Ferran Torres, španělský fotbalista
- 2004 – Abdukodir Chusanov, uzbecký fotbalista

## Úmrtí

### Česko
- 1664 – Sylvie Kateřina Černínová z Millesina, česká šlechtična (* 1606)
- 1928
  - Karel Noll, český herec (* 4. listopadu 1880)
  - Čeněk Kalandra, spisovatel, dramatik a překladatel (* 2. ledna 1848)
- 1936 – Josef Rejsek, chirurg a urolog (* 26. srpna 1892)
- 1960 – Heinrich Hanselmann, švýcarský defektolog (* 15. září 1885)
- 1976
  - Václav Binovec, český režisér (* 18. září 1892)
  - Ota Ginz, český esperantista (* 19. července 1896)
- 2008 – Čestmír Šikola, český voják, radista paraskupiny Clay-Eva (* 28. listopadu 1919)
- 2012
  - Miloš Vacek, český hudební skladatel, dirigent, varhaník a sbormistr (* 20. června 1928)
  - Jan Horský, český teoretický fyzik (* 13. dubna 1940)
  - Zora Kratochvílová, herečka a rozhlasová moderátorka (* 19. září 1962)

### Svět
- 1212 – Hónen, japonský buddhistický mnich (* 13. května 1133)
- 1460 – Albrecht III. Bavorský, bavorsko-mnichovský vévoda (* 27. března 1401)
- 1592 – Alessandro Striggio, italský hudební skladatel (* 1536/1537)
- 1796 – François Athanase de Charette de la Contrie, francouzský námořní důstojník (* 1763)
- 1808 – Carlos Baguer, španělský varhaník a hudební skladatel (* březen 1768)
- 1868 – Ludvík I. Bavorský, bavorský král (* 25. srpna 1786)
- 1916 – Fridtjuv Berg, švédský politik (* 20. března 1851)
- 1928
  - Adolphe Appia, švýcarský scénograf (* 1. září 1862)
  - Armando Diaz, italský generál (* 5. prosince 1861)
- 1940 – Nyrki Tapiovaara, finský režisér (* 10. září 1911)
- 1944 – Pehr Evind Svinhufvud, finský prezident (* 15. prosince 1861)
- 1980 – Jig'al Alon, prozatímní izraelský premiér (* 10. října 1918)
- 1996 – Šams Pahlaví, íránská princezna (* 28. října 1917)
- 2000 – Karen Hoffová, dánská kajakářka (* 29. května 1921)
- 2012
  - Roland Bautista, americký kytarista, člen skupiny Earth, Wind & Fire (* 30. května 1951)
  - Davy Jones, anglický rockový zpěvák, skladatel a herec (* 30. prosince 1945)
- 2024 – Brian Mulroney, kanadský politik a premiér (* 20. března 1939)

## Svátky
Česko
- Horymír, Horymíra, Majoš

Slovensko
- Radomír

| 29. únor v pražském KlementinuÚdaje jsou platné k 11. 3. 2025. | 29. únor v pražském KlementinuÚdaje jsou platné k 11. 3. 2025. | 29. únor v pražském KlementinuÚdaje jsou platné k 11. 3. 2025. |
| minimum                                                        | denní průměr                                                   | maximum                                                        |
| -------------------------------------------------------------- | -------------------------------------------------------------- | -------------------------------------------------------------- |
| −13,0 °C (1808)                                                | 3,0 °C (od 1961)                                               | 14,0 °C (1960)                                                 |